# باول كوتس
باول كوتس (بالإنجليزية: Paul Coates)‏ هو صحفي أمريكي، ولد في 10 مارس 1921 في نيويورك في الولايات المتحدة، وتوفي في 16 نوفمبر 1968 في ويست هوليوود في الولايات المتحدة.

## وصلات خارجية
- باول كوتس على موقع IMDb (الإنجليزية)